# FC Džiugas
El FC Džiugas es un equipo de fútbol de Lituania que juega en la A lyga, la primera división de fútbol del país.

## Historia
Fue fundado el 2 de noviembre de 1923 en la ciudad de Telsiai en la región de Samogitia como un equipo multideportivo con secciones de hockey sobre hielo, baloncesto y fútbol. En 1926 se fusiona con el Laimute, otro equipo local y en junio de 1927 juega su primer partido oficial ante el club de ciclistas que terminó 2-2.
Durante los años 1930 fue campeón regional en tres ocasiones y en 1938 juega su primer partido internacional cuando venció 2-1 al Olimpija Rīga de Letonia. Luego de finalizar la Segunda Guerra Mundial es absorbido por el Zalgiris y pasa a ser un equipo aficionado hasta que desaparece en 1990 luego de la disolución de la Unión Soviética.
Un año después el club es refundado pero desapareció en 1994 siendo reemplazado por el Mastis luego de lograr el ascenso a la 1 Lyga. En 2014 el club es refundado nuevamente por petición popular de los pobladores de Telsiai como equipo de la 2 Lyga, logrando al año siguiente jugar en la 1 Lyga como campeón de la tercera división.
Luego de cuatro temporadas en la segunda división consigue el ascenso a la A Lyga como campeón de la 1 Lyga en 2019.

## Palmarés
- 1 Lyga: 1

2019
- 2 Lyga: 1

2014
- Liga de Samogitia: 3

1935, 1936, 1937